# جودي كينيدي
جودي كينيدي (بالإنجليزية: Jody Kennedy)‏ هي ممثلة أسترالية، ولدت في 8 يوليو 1981.

## وصلات خارجية
- جودي كينيدي على موقع IMDb (الإنجليزية)
- جودي كينيدي على موقع قاعدة بيانات الفيلم (الإنجليزية)